# Peklo (Oderské vrchy)
Peklo je hluboké údolí potoka Jezernice a také mlynářská osada v Podhoří (části města Lipník nad Bečvou, v Oderských vrších). Údolí Peklo a jeho lesy jsou biologicky i krajinářsky velmi cenné. 

## Místopis
Údolí Peklo má příčný profil písmena V a vzniklo erozní činností tekoucí vody potoka Jezernice a jejich přítoků.
Údolí Peklo v podstatě začíná na severu u cesty Kozlov - Potštát, kde se začíná pozvolně zahlubovat do podloží před lokalitami Anglické parky a Na Pramenech. Pak míjí zprava Čertovy kazatelny (břidlicové skalní věže), další skály (z droby, břidlice a slepence) a kamenná pole v Malinovém žlebu pokračující dále do údolí.
Dále v údolí Peklo se nacházejí dvě osady Peklo a V Pekle (součást vesnice Podhoří). V těchto osadách existoval vodní mlýn již od středověku a také zde byl hostinec, kuželna a hájovna. V osadě V Pekle se Černý potok vtéká do Jezernice a v osadě Peklo se potok Srnkov vtéká do Jezernice.
Na jižní straně končí údolí Peklo svou nejhlubší částí mezi masivy Obírka (na pravé straně vrchol Kopánky) a Juřacka (na levé straně se zříceninou hradu Drahotuš). Potok Jezernice v Podhoří opouští Oderské vrchy a dále pokračuje do Moravské brány a řeky Bečvy.
Peklo bylo donedávna součástí Vojenského Újezdu Libavá, kde byl vstup oficiálně jen na povolení.
Údolím Peklo vedou žlutá a zelená turistická značka a cyklostezka z vesnice Podhoří.
V údolí Pekla se také nacházejí bývalé štoly, které jsou veřejnosti nepřístupné a slouží jako důležité zimoviště netopýrů a obojživelníků.

## Příroda
Hluboké údolí Peklo a blízká Obírka patří mezi cenné a druhově pestré přírodní lokality. Lesy zde mají víceméně přirozenou skladbu a patří k nejcennějším v Olomouckém kraji a proto se plánuje jejich ochrana.
Charakteristické pro Peklo jsou také unikátní silně sklonité erozně-denudační svahy.
Některé silně a kriticky ohrožené druhy fauny v Pekle a jeho okolí:
- střevlík hrbolatý (Carabus variolosus)
- zdobenec zelenavý (Gnorimus nobilis)
- jasoň dymnivkový (Parnassius mnemosyne)
- čolek horský (Ichthyosaura alpestris)
- mlok skvrnitý (Salamandra salamandra)
- ještěrka obecná (Lacerta agilis)
- krahujec obecný (Accipiter nisus)
- orel skalní (Aquila chrysaetos)
- kulíšek nejmenší (Glaucidium passerinum)
- holub doupňák (Columba oenas)
- sluka lesní (Scolopax rusticola)
- lejsek malý (Ficedula parva)
- žluva hajní (Oriolus oriolus)
- netopýr černý (Barbastella barbastellus)
- netopýr večerní (Eptesicus serotinus)
- netopýr velkouchý (Myotis bechsteinii)
- netopýr Brandtův (Myotis brandtii)
- netopýr vodní (Myotis daubentonii)
- netopýr brvitý (Myotis emarginatus)
- netopýr velký (Myotis myotis)
- netopýr řasnatý (Myotis nattereri)
- netopýr rezavý (Nyctalus noctula)
- netopýr hvízdavý (Pipistrellus pipistrellus)
- netopýr ušatý (Plecotus auritus)
- vrápenec malý (Rhinolophus hipposideros)

## Další informace
V Pekle se také nachází "Bod záchrany - Rescue Point PR 001".
V Pekle se také nachází vodárna.

## Galerie

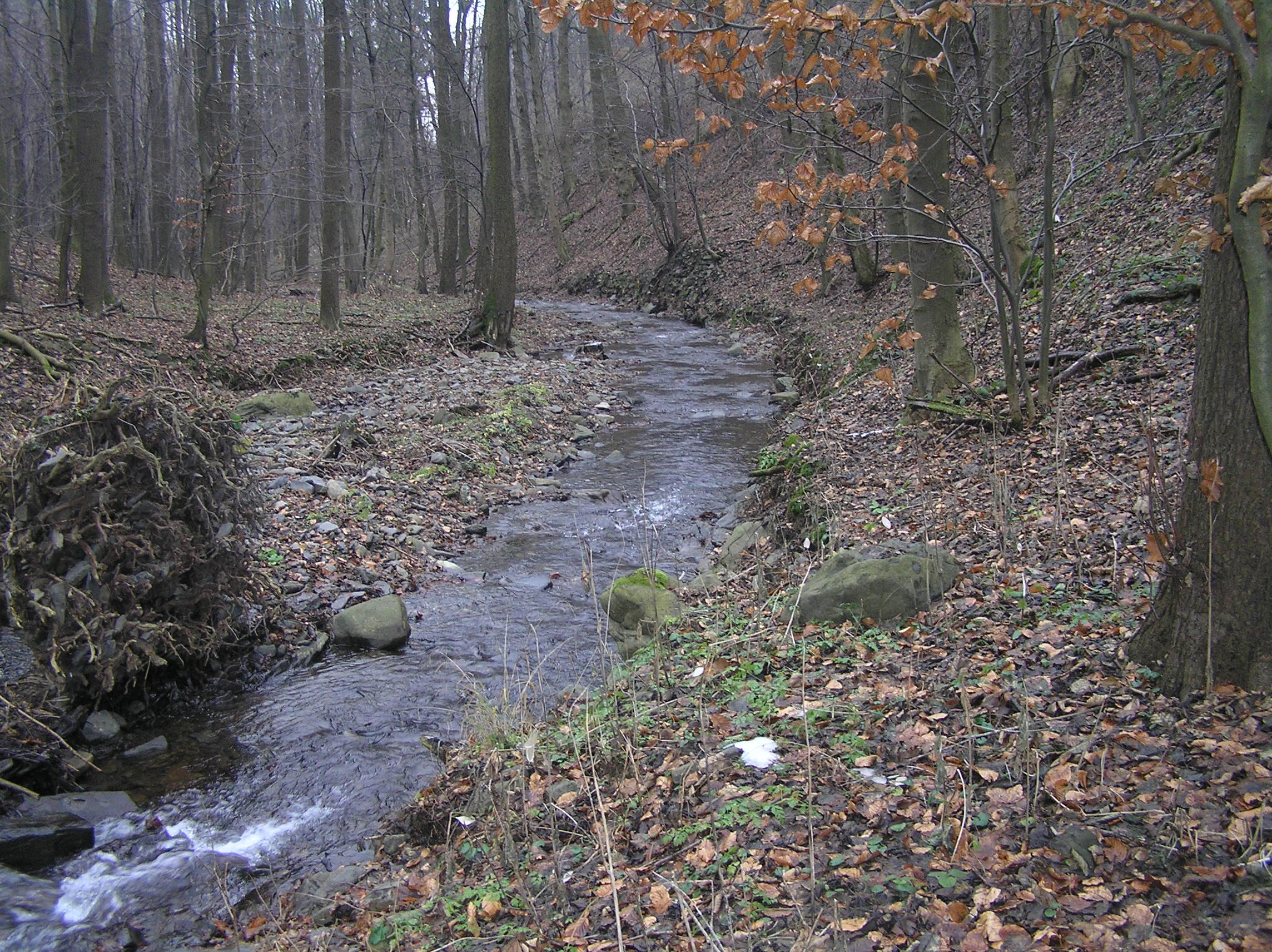
Potok Jezernice v horní části Pekla
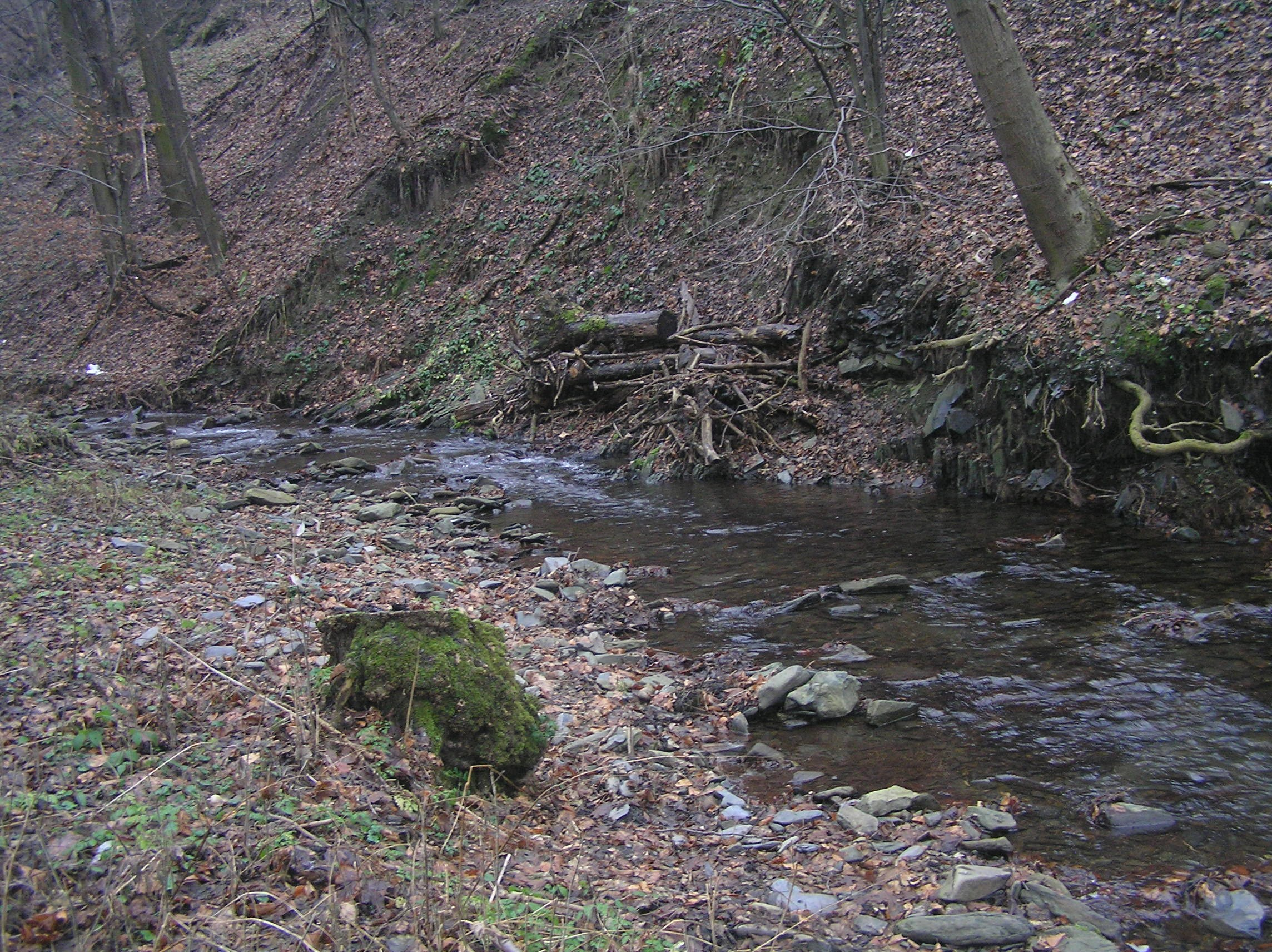
Peklo suťový les u potoka Jezernice
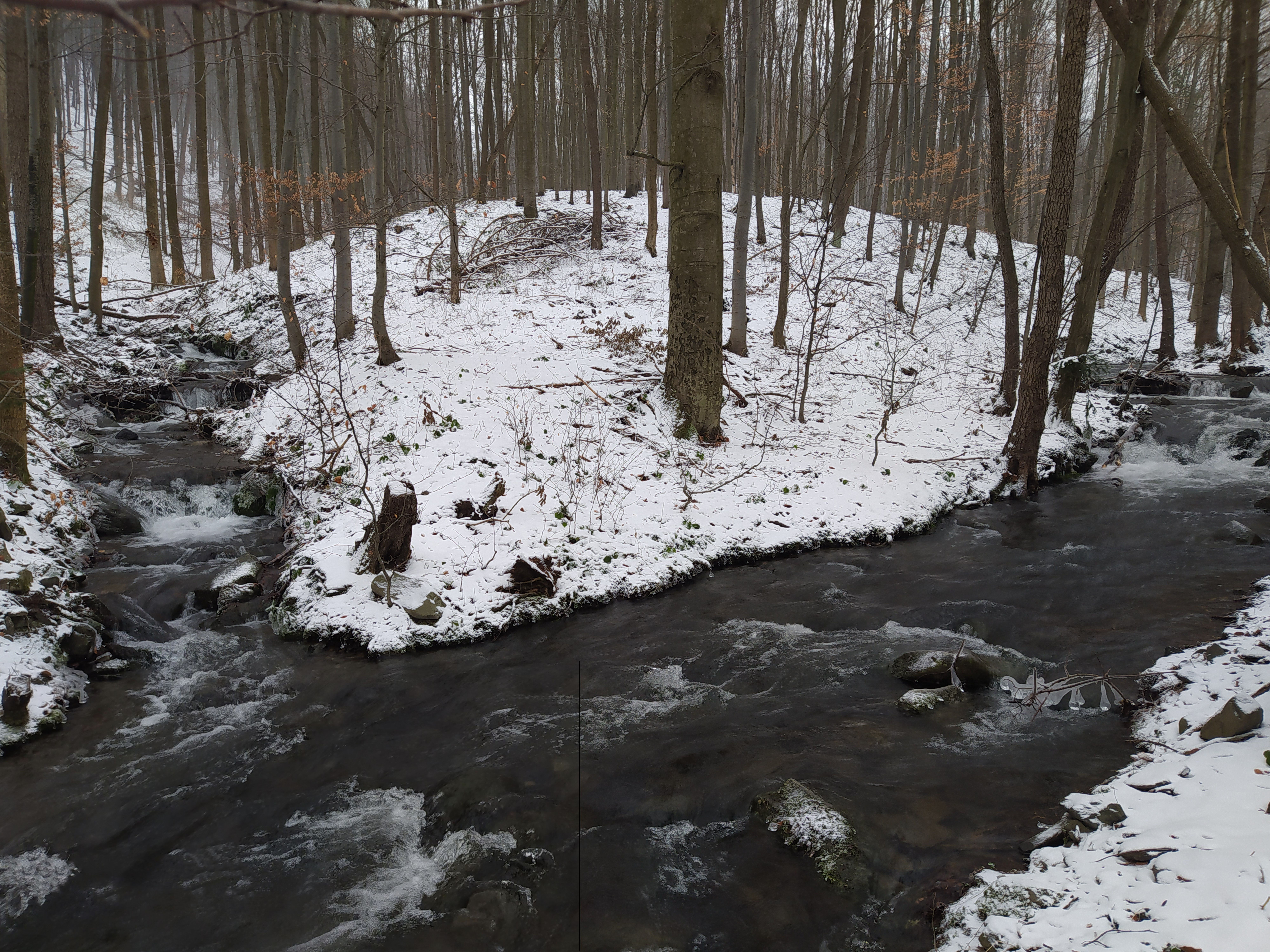
V Pekle - Soutok Černého potoka a Jezernice
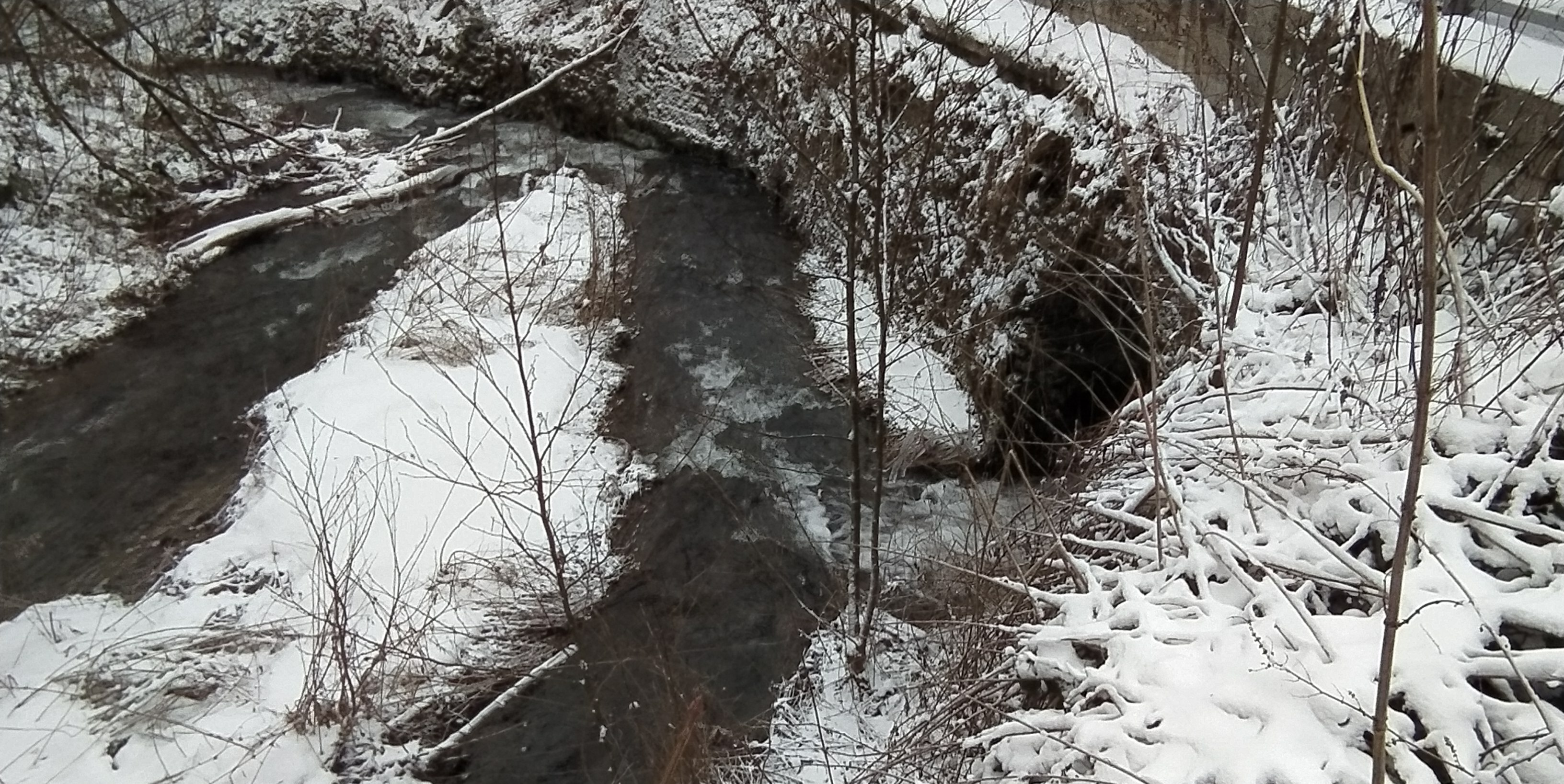
Peklo - Soutok Srnkova a Jezernice
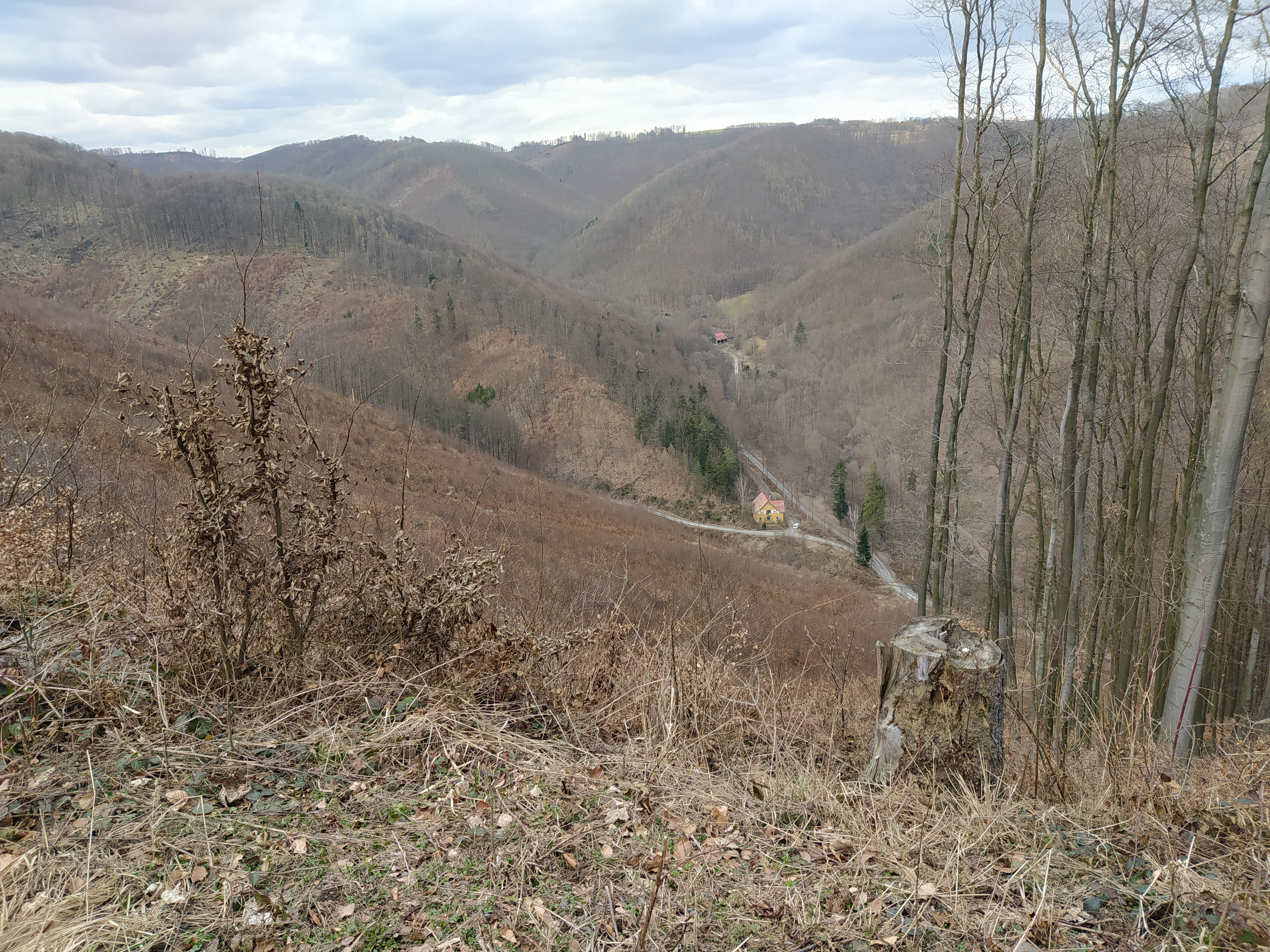
Údolí Peklo a údolí Srnkov (pohled z masivu Obírka)
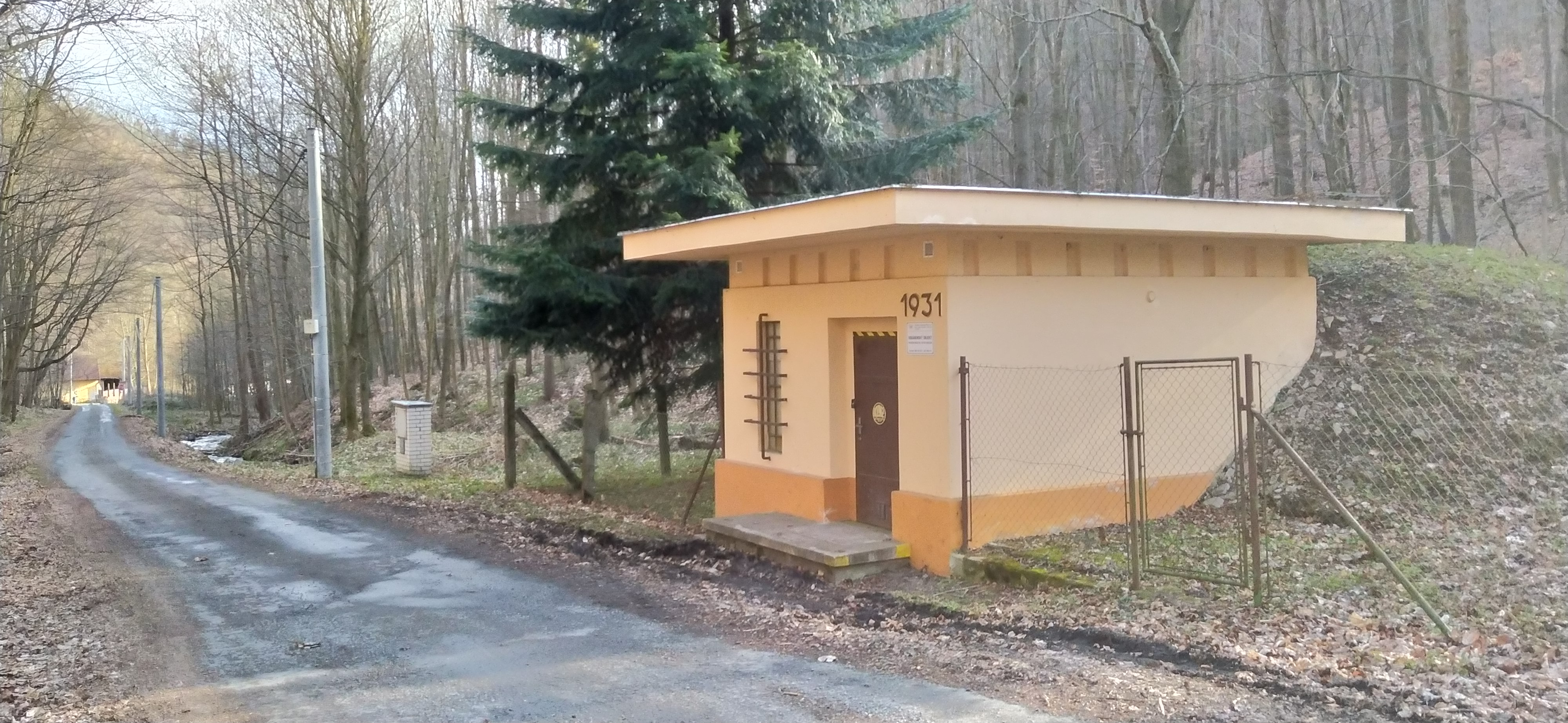
Vodárna V Pekle